# The Zimbabwe Independent
The Zwimbabwe Independent est le titre d’un périodique hebdomadaire zimbabwéen d’un groupe de presse indépendant.

## Éléments historiques
Le journal a été créé en mai 1996 par le groupe Alpha Media Holdings (AMH) dirigé par l’entrepreneur Trevor Ncube (qui a aussi créé The Standard  et NewsDay) ,.
En 2009, le rédacteur en chef de l’hebdomadaire du Zimbabwe Independent, Vincent Kahiya, et son adjoint Constantine Chimakure ont été convoqués, arrêtés  et placés en détention. Puis ils ont été libérés sous caution. Les autorités leur reprochent la publication d’un article dans lequel sont nommés des personnes impliquées dans l’enlèvement d’opposants l’année dernière. Des dizaines de militants des droits de l’Homme et de partisans du Mouvement pour le changement démocratique (MDC, ex-opposition) avaient été interpellés fin 2008 et tenus au secret avant de comparaître devant la justice.